# Rezerwat przyrody Golcowe Bagno
Rezerwat przyrody „Golcowe Bagno” – torfowiskowy rezerwat przyrody w województwie zachodniopomorskim, powiecie wałeckim, w gminie Wałcz, 2 km na wschód od wsi Golce i 1,2 km na zachód od północnego skraju jeziora Zdbiczno.
Śródleśny rezerwat położony w lesie, między rzekami Dobrzycą na zachodzie i Piławą na wschodzie. Leży w granicach Obszaru Chronionego Krajobrazu Pojezierze Wałeckie i Dolina Gwdy oraz obszaru specjalnej ochrony ptaków sieci Natura 2000 „Puszcza nad Gwdą” (PLB300012).
Został utworzony na mocy zarządzenia Ministra Ochrony Środowiska, Zasobów Naturalnych i Leśnictwa z dnia 26 listopada 1990. Zajmuje powierzchnię 123,60 ha (akt powołujący podawał 123,83 ha). Według aktu powołującego, celem ochrony w rezerwacie jest „zachowanie torfowiska mszarnego z naturalną roślinnością torfotwórczą, macierzystą dla genezy i akumulacji rzadkich w kraju gatunków torfu typu przejściowego: mszarno-bagnicowego i mszarno-turzycowego”.
Przedmiotem ochrony jest jedno z największych na Pomorzu dynamicznie rozwijających się torfowisk o charakterze płaskiego trzęsawiska uginającego się i kołyszącego pod wpływem stąpania. Torfowisko urozmaicone formami kępkowymi i dolinkowymi mszaków, skarlałymi sosenkami oraz oczkami wodnymi, z jednym większym jeziorkiem dystroficznym. Szata roślinna gatunkowo jest uboga, mało urozmaicona, jednak rosną tu gatunki bardzo rzadkie, w innych rejonach Polski stwierdzone za wymierające. W rezerwacie występuje 15 gatunków torfowców. Z roślin naczyniowych objętych ochroną występują m.in.: bagnica torfowa (Scheuchzeria palustris), widłak goździsty (Lycopodium clavatum), rosiczka okrągłolistna (Drosera rotundifolia), bagno zwyczajne (Ledum palustre), a z rzadszych gatunków niepodlegających ochronie: turzyca bagienna (Carex limosa) czy przygiełka biała (Rhynchospora alba).
Rezerwat znajduje się na terenie Nadleśnictwa Wałcz. Nadzór nad rezerwatem sprawuje Regionalny Konserwator Przyrody w Szczecinie. Rezerwat posiada plan ochrony ustanowiony w 2009 roku. Został on zmieniony zarządzeniem Regionalnego Dyrektora Ochrony Środowiska w Szczecinie z dnia 12 czerwca 2017, na którego mocy cały obszar rezerwatu objęto ochroną czynną.
Od południa i wschodu rezerwat obchodzi znakowany  czarny szlak turystyczny z Iłowca do Zdbic. W pobliżu południowo-wschodniego narożnika rezerwatu prowadzi znakowany  czerwony szlak turystyczny z Wałcza do Nadarzyc.